# 前225年
| 千纪： | 前1千纪 |
| 世纪： | 前4世纪 \| 前3世纪 \| 前2世纪                                                                                         |
| 年代： | 前250年代 \| 前240年代 \| 前230年代 \| 前220年代 \| 前210年代 \| 前200年代 \| 前190年代                               |
| 年份： | 前230年 \| 前229年 \| 前228年 \| 前227年 \| 前226年 \| 前225年 \| 前224年 \| 前223年 \| 前222年 \| 前221年 \| 前220年 |
| 纪年： | 秦王政二十二年；齐王建四十年；楚王负刍三年；代王嘉三年；魏王假三年；燕王喜三十年；衛君角十七年                        |

## 大事记
- 秦滅魏之戰，魏王假投降，秦在魏國地區設立碭郡，又建置泗水郡。
- 楚軍大敗秦將李信，秦改派王翦領六十萬人伐楚。